# Szwenkfeldyści
Schwenkfeldyści (lub z niem. Schwenkfelderzy) – wyznawcy doktryny religijnej Kaspara Schwenkfelda (1489–1561).
Schwenkfeld nigdy nie zamierzał tworzyć odrębnego Kościoła, był przeciwny podziałom między chrześcijanami. Jednak prześladowania wyznawców jego doktryny spowodowały powstanie odrębnej organizacji religijnej. Jej zaczątkiem była niewielka grupa zwolenników Schwenkfelda w jego rodzinnym majątku ziemskim w Osieku w księstwie legnickim, która powstała w latach 20. XVI w. Zwolennicy Schwenkfelda z południowych Niemiec zniknęli w XVIII w. w wyniku prześladowań.
W 1700 na Dolnym Śląsku i hrabstwie kłodzkim było około 1200–1500 schwenkfeldystów, m.in. w miejscowościach: Twardocice, Proboszczów, Czaple, Sobota, Rochów i Bielanka, między Lwówkiem Śląskim, a Złotoryją. Wielu uciekło przed prześladowaniami katolickich Habsburgów. Pozostałą grupę 500 osób jezuici podczas „misji” przymusowego nawracania w 1725 zmusili do przesiedlenia się do Herrnhut (ostatni szwenkfeldysta na Śląsku zmarł w 1826 w Twardocicach). Stamtąd w latach 1731–1737 szwenkfeldyści wyjechali do Pensylwanii (obecnie w USA). W 1782 utworzono tam Towarzystwo Schwenkfeldystów, od 1909 nazwane Kościołem schwenkfeldystycznym (Schwenkfelder Church). Obecnie ma on 6 kościołów i około 3000 wyznawców (w Filadelfii i okolicach).

## Doktryna
Teologia szwenkfeldystów zawiera elementy pietyzmu, anabaptyzmu i monofizytyzmu:
- Jezus Chrystus jest Bogiem (Boską Istotą), w którym natura ludzka została stopniowo zastąpiona całkowicie przez naturę boską. Jego ciało utraciło cechy materialne, stając się ciałem duchowym.
- Podczas eucharystii nie ma transsubstancjacji – ciało i krew Jezusa są obecne tylko duchowo.
- Istnieje dualizm – ścisły rozdział ducha i materii; dlatego widzialny Kościół nie ma żadnego znaczenia, istnieje tylko Kościół duchowy.
- Chrześcijanin powinien przeżywać związek z Bogiem jako doświadczenie duchowe i indywidualne oraz dawać temu świadectwo.
- Chrzest jest ważny tylko dla dorosłych, którzy przyjmują go z wiarą i świadomością. Chrzest dzieci nie ma znaczenia.